# Jörg Neumann
Jörg Neumann (* 2. Dezember 1941 in Berlin) ist ein ehemaliger deutscher Leichtathlet, der – für die Bundesrepublik startend – in den 1960er Jahren im 400-Meter-Hürdenlauf erfolgreich war. Bei den Europameisterschaften 1962 gewann er die Silbermedaille in persönlicher Bestzeit von 50,3 s.
Seine beste Platzierung bei Deutschen Meisterschaften war 1962 ein zweiter Platz hinter Helmut Janz. Jörg Neumann gehörte dem Sportverein ASV Berlin an. In seiner Wettkampfzeit war er 1,85 m groß und 81 kg schwer.